# Skic
Skic (niem. Kietz, Skitz) – wieś krajeńska w Polsce położona w województwie wielkopolskim, w powiecie złotowskim, w gminie Złotów, nad rzeczką Skitnicą. Na wschód od wsi znajduje się Jezioro Skickie.
| SIMC    | Nazwa    | Rodzaj    |
| ------- | -------- | --------- |
| 1009196 | Kobylnik | część wsi |

Część wsi szlacheckiej Skicz, własność wojewody płockiego Piotra Potulickiego, pod koniec XVI wieku leżała w powiecie nakielskim województwa kaliskiego. W latach 1975–1998 miejscowość administracyjnie należała do województwa pilskiego.
We wsi działa klub piłkarski Piast Skic.
We wsi znajduje się kościół pw. św. Jadwigi Śląskiej będący świątynią filialną parafii św. Jakuba w Sławianowie.